# Carmen Sammut
Carmen Sammut SMNDA (* 20. Dezember 1951 in Malta) ist eine maltesische römisch-katholische Ordensschwester.

## Leben
Carmen Sammut studierte zunächst auf Lehramt und war als Lehrerin in Malta sowie Afrika tätig. In Algerien hatte sie Kontakt mit der Ordensgemeinschaft der Missionsschwestern Unserer Lieben Frau von Afrika und absolvierte ein Programm in London sowie einen zweijährigen Auslandseinsatz in Malawi mit der Ordensgemeinschaft. In Ottawa, Kanada, trat sie 1974 in das Noviziat des Ordens ein. Zwischen 1983 und 1989 studierte sie am Päpstlichen Institut für Arabische und Islamische Studien (PISAI) in Rom. Sie war anschließend als Englischlehrerin für Mädchen in Mauretanien, Tunesien und Jemen.
Von 2000 bis 2006 war sie Provinzial der Ordensprovinz Nordafrika (Algerien, Tunesien und Mauretanien) mit Sitz in Algier. 2011 wurde Sammut zur Generaloberin der Missionsschwestern Unserer Lieben Frau von Afrika (SMNDA) gewählt.
2013 erfolgte die Wahl zur Vorsitzenden der Unione Internazionale delle Superiore Generali (UISG) (deutsch: Internationale Vereinigung von Generaloberinnen) für eine sechsjährige Amtszeit (bis 2019). Carmen Sammut trat die Nachfolge von Sr. Mary Lou Wirtz FCJM an. Der UISG gehören die Generaloberinnen von rund 1900 weiblichen Orden und Kongregationen an. Papst Franziskus ernannte Sr. Carmen Sammut zum Mitglied des Päpstlichen Rates für den interreligiösen Dialog. 
Sie spricht fließend maltesisch, englisch, französisch und arabisch.